# Ritratto di gentildonna con nano
Ritratto di gentildonna con nano è un dipinto a olio su tela (241x140 cm) di Peter Paul Rubens, eseguito intorno al 1606. Si è ritenuto che rappresentasse Maria Grimaldi, figlia di Carlo Grimaldi, un marchese che nel 1607 prestò la sua villa a Sampadierna a Rubens e al suo mecenate Vincenzo I Gonzaga di Mantova. Tuttavia, confronti recenti suggeriscono che potrebbe più probabilmente raffigurare Maria Serra Pallavicini, moglie di Niccolò Pallavicini della famiglia Pallavicini, poiché la figura presenta una forte somiglianza con quella del Ritratto di Maria di Antonio Serra Pallavicino di Rubens, dipinto nello stesso periodo.
La figura dell'assistente, probabilmente un uomo affetto da nanismo, riflette un'usanza diffusa presso le corti reali dell'epoca. Il dipinto è oggi di proprietà del National Trust, che lo acquisì nel 1982 come parte della proprietà di Kingston Lacy.